# العلاقات الفلبينية السويسرية
العلاقات الفلبينية السويسرية هي العلاقات الثنائية التي تجمع بين الفلبين وسويسرا.

## مقارنة بين البلدين
هذه مقارنة عامة ومرجعية للدولتين:
| وجه المقارنة                                              | الفلبين                       | سويسرا                                                                                      |
| --------------------------------------------------------- | ----------------------------- | ------------------------------------------------------------------------------------------- |
| المساحة (كم2)                                             | 343.45 ألف                    | 41.28 ألف                                                                                   |
| عدد السكان (نسمة)                                         | 104.92 مليون                  | 8.21 مليون                                                                                  |
| الكثافة السكانية (ن./كم²)                                 | 305.49                        | 198.89                                                                                      |
| العاصمة                                                   | مانيلا                        | برن                                                                                         |
| اللغة الرسمية                                             | اللغة الفلبينية، لغة إنجليزية | اللغة الألمانية، اللغة الإيطالية، لغة فرنسية، اللغة الرومانشية، الألمانية السويسرية الموحدة |
| العملة                                                    | بيسو فلبيني                   | فرنك سويسري                                                                                 |
| الناتج المحلي الإجمالي (بليون دولار)                      | 313.60 مليار                  | 678.89 مليار                                                                                |
| الناتج المحلي الإجمالي (تعادل القوة الشرائية) بليون دولار | 743.90 مليار                  | 518.07 مليار                                                                                |
| الناتج المحلي الإجمالي الاسمي للفرد دولار أمريكي          | 2.90 ألف                      | 80.94 ألف                                                                                   |
| الناتج المحلي الإجمالي للفرد دولار أمريكي                 | 7.39 ألف                      | 59.54 ألف                                                                                   |
| مؤشر التنمية البشرية                                      | 0.668                         | 0.930                                                                                       |
| رمز المكالمات الدولي                                      | +63                           | +41                                                                                         |
| رمز الإنترنت                                              | .ph                           | .ch، .swiss ‏                                                                                |
| المنطقة الزمنية                                           | توقيت الفلبين                 | توقيت وسط أوروبا، ت ع م+01:00، ت ع م+02:00، أوروبا/زيورخ ‏                                   |

## منظمات دولية مشتركة
يشترك البلدان في عضوية مجموعة من المنظمات الدولية، منها:
| علم المنظمة | اسم المنظمة                               | تاريخ انضمام الفلبين | تاريخ انضمام سويسرا |
| ----------- | ----------------------------------------- | -------------------- | ------------------- |
|             | مؤسسة التمويل الدولية                     | 12 أغسطس 1957        | 29 مايو 1992        |
|             | منظمة حظر الأسلحة الكيميائية              | ?                    | ?                   |
|             | يونسكو                                    | 21 نوفمبر 1946       | 28 يناير 1949       |
|             | الاتحاد الدولي للاتصالات                  | 25 مايو 1912         | 1866                |
|             | الأمم المتحدة                             | 24 أكتوبر 1945       | 10 سبتمبر 2002      |
|             | منظمة الشرطة الجنائية الدولية             | ?                    | ?                   |
|             | البنك الدولي للإنشاء والتعمير             | 27 ديسمبر 1945       | 29 مايو 1992        |
|             | الاتحاد البريدي العالمي                   | ?                    | ?                   |
|             | مؤسسة التنمية الدولية                     | 28 أكتوبر 1960       | 29 مايو 1992        |
|             | منظمة التجارة العالمية                    | 1995                 | ?                   |
|             | الفريق المعني برصد الأرض                  | ?                    | ?                   |
|             | بنك التنمية الآسيوي                       | 1966                 | 1967                |
|             | المركز الدولي لتسوية المنازعات الاستشارية | 17 ديسمبر 1978       | 14 يونيو 1968       |
|             | وكالة ضمان الاستثمار متعدد الأطراف        | 8 فبراير 1994        | 12 أبريل 1988       |

## أعلام
هذه قائمة لبعض الشخصيات التي تربطها علاقات بالبلدين:
- سيد لوسيرو (ممثل فلبيني، 12 مارس 1981 – )
- لورا ليمان (16 يوليو 1994 – )
- مارتن ستيوبل (لاعب كرة قدم سويسري، 9 يونيو 1988[33] – )
- مارك جيل (ممثل فلبيني، 25 أغسطس 1961 – 1 سبتمبر 2014)

## وصلات خارجية
- موقع وزارة الخارجية الفلبينية
- موقع وزارة الخارجية السويسرية